# Niebla (dinosauriër)

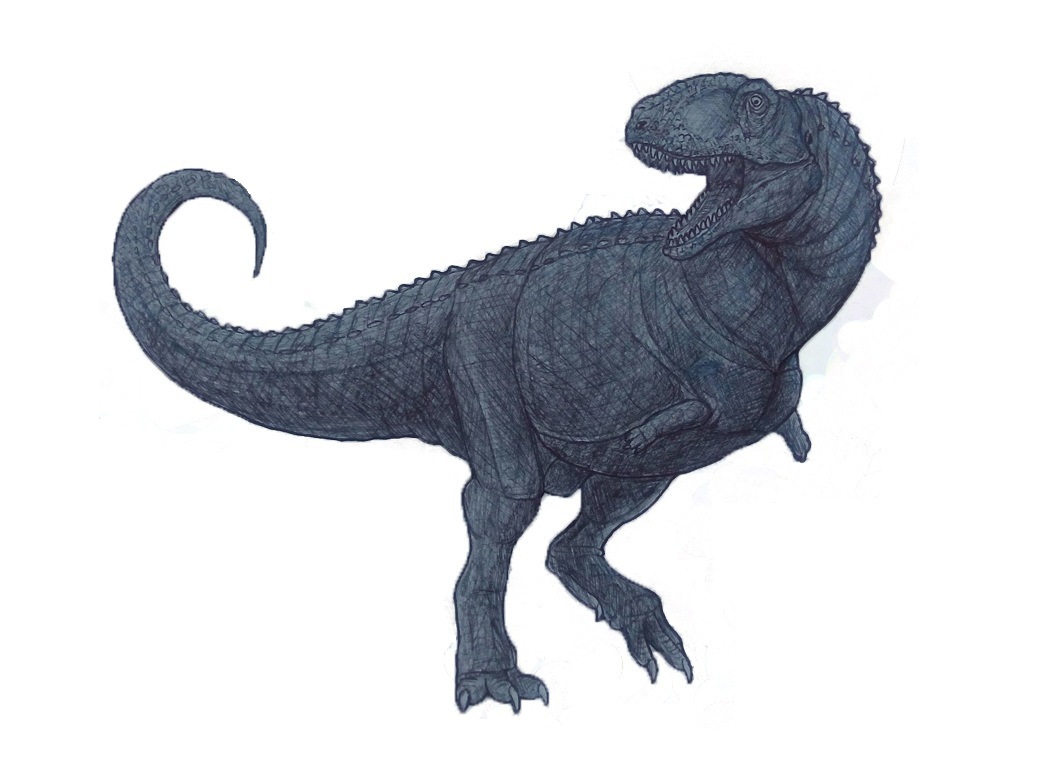
Niebla antiqua

Niebla antiqua is een vleesetende theropode dinosauriër, behorende tot de Neoceratosauria, die tijdens het late Krijt leefde in het gebied van het huidige Argentinië.

## Vondst en naamgeving
Julia D´Angelo, Ana P. Moreno, Marcelo P. Isasi, Gonzalo L. Muñoz, Gabriel Lio en Adriel R. Gentil vonden op de heuvel van de Cerro Matadero op het terrein van de Rancho Arragiada, zeventig kilometer ten zuiden van General Roca, het skelet van een theropode.
In 2020 werd de typesoort Niebla antiqua benoemd en beschreven door Mauro Aranciaga Rolando, Mauricio Andrés Cerroni, Jordi Alexis Garcia Marsà, Federico Lisandro Agnolín, Matías Javier Motta, Sebastián Rozadilla, Federico Brisson Eglí en Fernando Emilio Novas. De geslachtsnaam betekent "mist" in het Spaans, een verwijzing naar de vele mistige dagen gedurende welke het fossiel werd opgegraven. De soortaanduiding betekent de "oeroude" in het Latijn.
Het holotype, MPCN-PV-796, is gevonden in een laag van de Allenformatie die dateert uit het Maastrichtien. Het bestaat uit een gedeeltelijk skelet met schedel. Bewaard zijn gebleven: een hersenpan, stukken van het voorste dentarium van de rechteronderkaak, twee middelste of achterste ruggenwervels, ribben en de rechterschoudergordel. Het exemplaar lag niet in verband, verspreid over een oppervlakte van twee vierkante meter. Het betreft een volwassen individu van minstens negen jaar oud. Het maakt deel uit van de collectie van het Museo Argentino de Ciencias Naturales “Bernardino Rivadavia”.

## Beschrijving
De lengte van Niebla werd in 2020 geschat op vier à vierenhalve meter. De soort werd aangemerkt als de kleinste bekende abelisauride maar dezelfde maand werd Spectrovenator benoemd, een verwant die nog kleiner was.
De beschrijvers wisten enkele onderscheidende kenmerken vast te stellen. Sommige daarvan zijn autapomorfieën, unieke afgeleide eigenschappen. Het voorhoofdsbeen heeft een diepe lengtegroeve rond de zwelling boven de oogkas. Het bovenste slaapvenster is van voor naar achter langwerpig. Het wandbeen heeft een vleugel die naar achteren en bezijden uitsteekt. Het centrale wigvormige uitsteeksel van het supraoccipitale, als deel van de dwarskam op het achterste schedeldak, is ongeveer even hoog als de achterhoofdsknobbel. De groeve gevormd door het foramen posttemporale wordt geheel omsloten door het wandbeen en het vergroeide exoccipitale en opisthoticum. De beenplaat onder de achterhoofdsknobbel heeft een rechthoekig profiel, verticaal hoger dan overdwars breed.
Daarnaast is er een unieke combinatie van op zich niet unieke kenmerken. De voorhoofdsbeenderen zijn sterk verdikt en zwaar geornamenteerd. De voorste hersenpan toont grote reuklobben met een vergrote gedeelde middenbalk. Het mesethmoide draagt gepaarde richels.

## Fylogenie
Niebla werd in 2020 in de Abelisauridae geplaatst, in een afgeleide positie binnen een polytomie of kam met de andere Abelisaurinae.